# Per sfortuna che ci sei
Per sfortuna che ci sei (La Chance de ma vie) è un film del 2010 diretto da Nicolas Cuche e con protagonisti Virginie Efira e François-Xavier Demaison.
Il film è stato proiettato in anteprima al Festival du film de La Réunion il 5 novembre 2010 ed è stato successivamente distribuito nelle sale francesi a partire dal 5 gennaio 2011. In Italia è distribuito a partire dal 13 luglio 2011.

## Trama
Julien Monnier è un brillante consulente matrimoniale, ma nonostante questo non riesce ad avere un rapporto stabile con una donna, perché ogni volta che esce con qualcuna questa è vittima di qualche strano incidente. Un giorno però incontra Johanna Sorini di cui si innamora e perciò l'uomo fa di tutto per trovare una soluzione al suo problema.

## Remake
Nel 2013 è stato realizzato un remake italiano del film, intitolato Stai lontana da me, per la regia di Alessio Maria Federici. Protagonisti dell'adattamento italiano sono Enrico Brignano e Ambra Angiolini.